# کالوترون

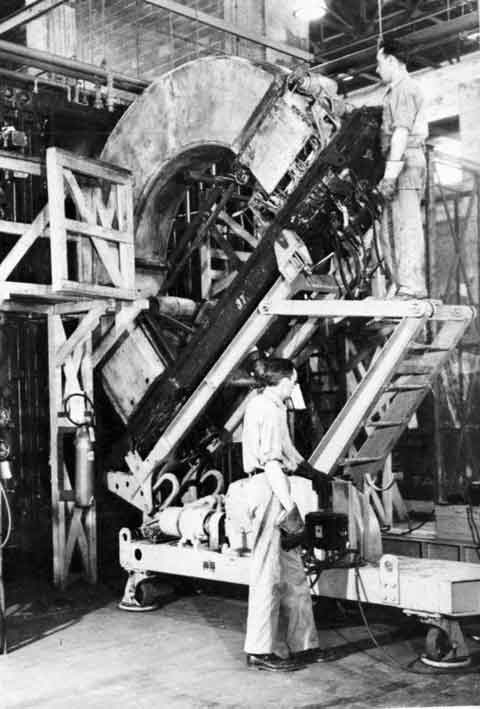
نمونه‌ای از یک کالوترون آلفا

کالوترون(به انگلیسی: Calutron) گونه‌ای از طیف‌سنج جرمی است که جهت جداسازی ایزوتوپ‌های اورانیوم به کار می‌رود. این وسیله نخستین بار توسط ارنست ارلاندو لارنس و برای پروژه منهتن ساخته شد. واژه کالوترون از دو بخش Cal به معنی دانشگاه کالیفرنیا و tron به معنی سیکلوترون تشکیل شده است.